# Schlöm
Schlöm ist ein Ortsteil im Stadtteil Stadtmitte der Stadt Bergisch Gladbach  im Rheinisch-Bergischen Kreis.

## Lage und Beschreibung
Der Ortsteil Schlöm liegt im Kreuzungsbereich der Laurentiusstraße und der Odenthaler Straße. Er bildet mit den umliegenden Ortslagen mittlerweile einen geschlossenen Siedlungsbereich, so dass der Name nicht mehr in Erscheinung tritt. Ein Fachwerkhaus an der Stelle trägt den Namen om Schlöm.

## Geschichte
Der dort befindliche Schlömer Hof war bereits im 15. Jahrhundert bekannt. Er gehörte zur bergischen Honschaft Gladbach, war jedoch lehnsrührig an den Paffrather Fronhof.
Unter der französischen Verwaltung zwischen 1806 und 1813 wurde das Amt Porz aufgelöst und Schlöm wurde politisch der Mairie Gladbach im Kanton Bensberg zugeordnet. 1816 wandelten die Preußen die Mairie zur Bürgermeisterei Gladbach im Kreis Mülheim am Rhein. Mit der Rheinischen Städteordnung wurde Gladbach 1856 Stadt, die dann 1863 den Zusatz Bergisch bekam.
Der Ort ist auf der Topographischen Aufnahme der Rheinlande von 1824, auf der Preußischen Uraufnahme von 1840 und ab der Preußischen Neuaufnahme von 1892 auf Messtischblättern regelmäßig ohne Namen verzeichnet.
| Jahr | Einwohner | Wohn- gebäude | Kategorie |
| ---- | --------- | ------------- | --------- |
| 1822 | 35        |               | Hofstelle |
| 1830 | 47        |               | Hofstelle |
| 1845 | 44        | 5             | Hofstelle |
| 1871 | 126       | 19            | Ortschaft |
| 1885 | 220       | 26            | Wohnplatz |

In unmittelbarem Zusammenhang lagen die Ortslagen Schlömergasse und Schlömerwiese (Richtung Schlade).
| Jahr | Einwohner | Wohn- gebäude | Kategorie |
| ---- | --------- | ------------- | --------- |
| 1871 | 14        | 2             | Hofstelle |
| 1885 | 28        | 2             | Wohnplatz |

| Jahr | Einwohner | Wohn- gebäude | Kategorie      |
| ---- | --------- | ------------- | -------------- |
| 1845 | 3         | 1             | einzelnes Haus |
| 1885 | 11        | 2             | Wohnplatz      |